# Preuve distincte d'authenticité
En droit de la preuve québécois, la preuve distincte d'authenticité (ou preuve de confection) est une preuve à l'effet que le document mis en preuve par une partie est le véritable document tel que l'allègue la partie. Il s'agit d'une preuve relative aux circonstances de fabrication du document. La preuve distincte d'authenticité est exigée pour la majorité des écrits, ainsi que pour les éléments matériels. 

## Concernant les écrits

### Acte authentique
Puisque l'acte authentique est préparé par un notaire, l'article 2813 du Code civil du Québec affirme qu'il fait preuve de sa confection. Il n'est donc pas nécessaire de faire la preuve séparée qu'un acte authentique est le véritable document en cause. L'article 2815 C.c.Q. énonce la même chose pour la copie de l'acte authentique.
En cas de faute professionnelle du notaire, la contestation d'un acte authentique se fait par la procédure de l'inscription de faux (art. 2821 C.c.Q.) par tous moyens de preuve. 

### Acte semi-authentique
L'article 2822 C.c.Q. prévoit que l'acte semi-authentique fait preuve de son contenu, sans qu'il soit nécessaire de prouver la qualité ou la signature de l'officier public étranger. 
Mais il peut y avoir contestation de l'origine et de l'intégrité du document. Dans ce cas, l'article 2825 C.c.Q. prévoit que le fardeau de la preuve distincte d'authenticité incombe à celui qui invoque. 
La contestation se fait au moyen d'une déclaration sous serment, d'après l'article 262 al. 2 du Code de procédure civile. L'article 263 CPC énonce que si une copie de l'acte semi-authentique est présentée, la partie qui entend en faire usage est tenue d’en prouver le caractère semi-authentique.

### Acte sous seing privé
L'acte sous seing privé constate un acte juridique et porte la signature des parties. Comme il n'a aucun allègement général du fardeau de preuve comme pour l'acte authentique, la règle générale est qu'il faut donc en faire une preuve distincte d'authenticité (art. 2828 al. 1 C.c.Q.). 

#### Entre les parties
Entre les parties, la contestation de la confection  de l'acte sous seing privé se fait une demande en cours d'instance avant inscription pour jugement (art. 262 al. 1 CPC) et par une déclaration sous serment (art. 262 al.2 CPC) et avis de présentation (art. 101 CPC). Un exemple jurisprudentiel de la contestation de la confection d'un acte sous seing privé se trouve dans l'affaire Assaad c. Antonacci. 
Cependant, s'il n'y a aucune contestation de l'acte selon la procédure de l'art. 262 CPC, son authenticité va être tenue pour acquise et le document mis en preuve sera considéré comme le véritable document, d'après l'art. 2828 al. 2 C.c.Q.).
L'article 264 CPC prévoit une procédure de raccourci où, au moins 30 jours avant l'instruction, une partie peut simplement mettre en demeure l'autre de reconnaître dans les 10 jours l'origine et de l'intégrité du document.

#### À l'égard des tiers
À l'égard des tiers, l'exception de l'art. 2828 al. 2 C.c.Q. ne vaut qu'entre les parties, elle s'applique pas aux tiers. Il n'y a que la règle générale de la preuve de confection de l'art. 2828 al.1 C.c.Q.. Par conséquent, un tiers ne peut pas contester l'authenticité de l'acte sous seing privé par la déclaration sous serment de l'art. 262 al. 2 CPC. 
En outre, l'art. 2830 C.c.Q. exige de faire la preuve de la date de l'acte sous seing privé à l'égard des tiers, sauf dans le cas des actes passés dans le cours des activités de l'entreprise. 

### Écrit d'entreprise
L'écrit d'entreprise, contrairement à l'acte sous seing privé, est non signé. Il constate un acte juridique. Et il est utilisé dans le cours des actes de l'entreprise (art. 2831 C.c.Q.).  
La règle sur la preuve de confection de l'écrit d'entreprise est à l'art. 2835 C.c.Q. : il fait preuve de son contenu si sa provenance est prouvée. Donc une fois qu'on a fait la preuve de confection en établissant d'où il provient, il prouvera ce qu'il contient.  

### Autres écrits
Le simple écrit, qui est une catégories résiduaire pour les autres types d'écrit, fait preuve de son contenu si provenance prouvée, d’après l’art. 2835 C.c.Q.. Il s'agit de la même disposition du Code civil que pour l’écrit d’entreprise.

## Concernant les éléments matériels
L'article 2855 C.c.Q. prévoit que l'élément matériel doit préalablement faire l'objet d'une preuve distincte d'authenticité. Cela vaut autant pour les objets eux-mêmes que pour les représentations sensorielles des objets telles que les photos.  
Si l'élément matériel est un document technologique, par exemple un enregistrement vidéo d'une déclaration, il faut quand même une preuve  distincte d'authenticité (art. 2855 C.c.Q.) en apportant une preuve des métadonnées, d'après l'art. 2874 C.c.Q. et l'arrêt Benisty c. Kloda de la Cour d'appel du Québec. Le support d'une technologie est présumé fiable, d'après l'article 7 de la Loi concernant le cadre juridique des technologies de l'information, donc on présume sans avoir à prouver qu'un enregistreur vocal a la capacité d'enregistrer des déclarations orales, mais les circonstances d'enregistrement de la déclaration orale sont prouvées séparément en produisant les métadonnées.